# Pilar Fernández Uriel
Pilar Fernández Uriel (Madrid, 15 de abril de 1947) es una arqueóloga española, catedrática de Historia Antigua de la Universidad Nacional de Educación a Distancia (UNED), autora de numerosos estudios, publicaciones e investigación sobre arqueología de historia romana.

## Trayectoria
Fernández es doctora en Historia Antigua por la Universidad Complutense de Madrid (UCM) y catedrática de Historia Antigua de la UNED. Ha sido profesora Titular del Departamento de Historia Antigua de la UNED y, desde 2017, es Profesora Emérita y Profesora Honorífica. En su tarea arqueológica lidera el Grupo de Investigación Consolidado RES PUBLICA ET SACRA con sede en el Departamento de Historia Antigua de la UNED. Ha participado con la arqueóloga Trinidad Nogales Basarrate en los Proyectos I+D+I sobre la «Lusitania Romana: Investigación para la difusión del pasado cultural del Occidente de la Península Ibérica» y «Programas decorativos en Lusitania Romana: origen y evolución».
Es académica correspondiente de la Real Academia de la Historia por Melilla, miembro investigador de la Scuola Archeologica Italiana di Cartagine (SAIC), miembro del comité científico directivo de la Asociación Interdisciplinar de Estudios Romanos (AIER), y vocal y miembro constituyente de la Fundación Heracleópolis Magna. Fernández también es miembro de distintas sociedades profesionales como el Grupo de estudios fenicios y púnicos (CEFYP), la Asociación interdisciplinar de Estudios romanos (AIER), el Centro de Estudios del Próximo Oriente y la Antigüedad Tardía (CEPO), la Sociedad Española de Ciencias de las Religiones (SECR) y del Comité Científico del Museo Arqueológico Nacional para el Congreso sobre el mundo hispanorromano en la Comunidad de Madrid.

## Obra
Ha publicado más de 22 libros sobre historia y arqueología entre los cuales se destacan:
- 1982 – Aspectos socio-políticos de la época neroniana. Universidad Complutense de Madrid. Facultad De Geografía e Historia.[6]
- 1994 – Diccionario del mundo antiguo Próximo Oriente, Egipto, Grecia y Roma. En colaboración con Ana María Vázquez Hoys. Editorial Alianza. ISBN 978-84-206-0690-3.[7]
- 2000 – Nerón. La imagen deformada. Alderabán Ediciones. ISBN 978-84-95414-01-4.[8]
- 2004 – Historia Antigua Universal. El Imperio Romano. Universidad Nacional de Educación a Distancia. ISBN 9788436226478.[9]
- 2010 – Púrpura: del mercado al poder. Universidad Nacional de Educación a Distancia. ISBN 9788436260649.[10]
- 2011 – Dones del cielo: abeja y miel en el Mediterráneo antiguo. Universidad Nacional de Educación a Distancia. ISBN 9788436261592.[11]
- 2016 – Titus Flavius Domitianus : de princeps a dominus: un hito en la transformación del principado. Signifer Libros. ISBN 8494113747.[12]

## Reconocimientos
En 2008, la Fundación Ciudad Melilla Monumental galardonó a Fernández en la tercera edición de estos premios que tienen como objetivo ensalzar la figura de un personaje cultural «capaz de difundir y promocionar la ciudad tanto en el ámbito local como nacional». Fue nombrada en 2014 Colegiada honorífica del Museo Arqueológico Nacional (MAN).
Tres años más tarde, en 2017, recibió el Premio Internacional Genio Protector de la Colonia Augusta Emérita que otorga la Asociación Amigos Museo de Arte Romano desde 1994. Ese mismo año, Fernández recibió el Premio Internacional de la Fundación de Estudios romanos.
En 2019, se publicó Pvrpvrea Aetas: estudios sobre el Mundo Antiguo dedicados a la profesora Pilar Fernández Uriel editado por Javier Cabrero Piquero, profesor titular y director del Departamento de Historia Antigua de la UNED y Pilar González Serrano, titular de Arqueología de la Universidad Complutense de Madrid.